# Hub (Mechanik)
Als Hub – eine Ableitung von heben – wurde früher ausschließlich die senkrechte Bewegung eines Objekts von unten nach oben bezeichnet.

## Hub nach Richtung
- Handelt es sich um den ursprünglichen, senkrechten Hub von unten nach oben, so spricht man heute von Aufwärtshub.
- Die umgekehrte Bewegung nach einer Aufwärtsbewegung wird als Abwärtshub bezeichnet.

Auch eine fortlaufend wiederholte Auf- und Abwärtsbewegung eines Objekts wird zusammenfassend als Hub bezeichnet, siehe beispielsweise den Tidenhub. Im Laufe der Zeit hat es sich also eingebürgert alle Bewegungen eines Objekts von Punkt A nach Punkt B auf gerader Strecke und unabhängig von der Richtung als Hub zu bezeichnen.

## Hub von Zylindern, Kolben und Führungen
Der Hub eines Kolbens (Kolbenhub) im Zylinder wird umgangssprachlich auch als Zylinderhub bezeichnet. Der Hubraum eines Zylinders (das Zylinderhubvolumen) ergibt sich aus der Multiplikation von Hub und Kolbenfläche.

### Hub in der Lineartechnik
- Wird ein linear bewegliches Bauteil ausgefahren, so spricht man von Vorhub.
- Wird ein linear bewegliches Bauteil eingefahren, so spricht man entsprechend von Rückhub.
- Mit Doppelhub ist eine komplette Abfolge von Vor- und Rückhub gemeint.

In der Lineartechnik versteht man unter Hub den Weg, den eine Linearführung zurücklegt, den Hub eines Aktors oder eines Linearantriebs. Dabei können diese Maschinenelemente und Baugruppen in nahezu beliebiger Lage im Raum eingebaut werden, d. h. der Vor- und Rückhub kann damit in jede Richtung erfolgen. 
Insbesondere elektromechanische Aktoren werden auch als elektromechanische Hubzylinder, elektromechanische Zylinder oder einfach nur als Hubzylinder bezeichnet.

### Hub bei Kolbenmaschinen
Bei Kolbenmaschinen wird der Weg, den der Kolben zwischen dem oberen und dem unteren Totpunkt zurücklegt, als Hub oder Kolbenhub bezeichnet. Da die Zylinder auch waagerecht oder hängend angeordnet sein können (in letzterem Fall liegt die Kurbelwelle über den Zylindern), werden auch waagrechte Bewegungen zwischen definierten Punkten als Hub bezeichnet. In den Totpunkten wechselt der Kolben die Richtung und kann kein Drehmoment aufbringen. Im oberen Totpunkt ist das Volumen im Zylinder am kleinsten, im unteren am größten; das gilt per definitionem auch für hängende Zylinder.